# The Vanishing Prairie
The Vanishing Prairie es una película documental de 1954 dirigida por James Algar y producida por Disney.
Forma parte de la serie con la que la Walt Disney renovó el género de documentales sobre la vida salvaje, los otros títulos son El desierto viviente y En el valle de los castores. La música del film es de Hazel "Gil" George. 
Fue liberado en vídeo en 1985, y 1993 en Estados Unidos.

## Premios
- Premio Oscar a Mejor Documental (1954).[1][2]
- 5.º Berlín Festival de cine Internacional: Medalla de Oro (Documentales y Películas Culturales).[3]